# Ribes oligocarpa
Ribes oligocarpa är en ripsväxtart som beskrevs av F. Valsecchi. Ribes oligocarpa ingår i släktet ripsar, och familjen ripsväxter. Inga underarter finns listade i Catalogue of Life.